# İshak Pasha
Ishak Pasha (en turco: İshak Paşa; fl. 1444 - murió el 30 de enero de 1487) fue un general  Otomano - Albanés , estadista, y más tarde Gran Visir (Gran Visir del Imperio Otomano).

## Origen
Jean-Claude Faveyrial revela que Ishak Pasha era  albanés. El orientalista turco Halil Inalcik (1916-2016) creía que Ishak Pasha fue creado por la confusión entre varios Ishak Pashas otomanos (particularmente Ishak bin Abdullah e Ishak bin Ibrahim) e Ishak Bey, pero según él Ishak Pasha era albanés o de origen eslavo. Según el orientalista alemán Franz Babinger (1891-1967) era un converso de origen griego.

## Carrera política
Alrededor de 1451 fue nombrado "beylerbey" (gobernador provincial) del Eyalato de Anatolia; el mismo año, el recién ascendido Sultán Mehmet II ("el Conquistador") lo obligó a casarse con la viuda de su padre Murad II Sultan Hatun.
Su primer mandato como Gran Visir fue durante el reinado de Mehmed II. Durante este período, transfirió a la gente del Oghuz Turk de Anatolia a ciudad de Aksaray a Constantinopla recién conquistada para poblar la ciudad, que había perdido una parte de su antigua población antes de la Caída de Constantinopla. El barrio de la ciudad donde se establecieron los inmigrantes ahora se llama Aksaray.
Su segundo mandato fue durante el reinado de Beyazid II. Murió el 30 de enero de 1487 en Salónica.

## En la cultura popular
- Se hace referencia a Ishak Pasha en el videojuego de 2011  Assassin's Creed: Revelations , como el mentor de la Hermandad de Asesinos en el Imperio Otomano, en el que su armadura estaba escondida debajo de Santa Sofía, y luego fue recuperada por el protagonista Ezio Auditore da Firenze al recordar sus páginas de memorias.[8][9] Assassin's Creed Rebellion, un juego móvil gratuito, detalla su historia en la Inquisición española mientras él y su aprendiz Yusuf Tazim buscan el diario de Niccolo Polo.
- En la película de 1951, İstanbul'un Fethi, Alev Elmas interpretó a Ishak Pasha.[10]
- Ishak Pasha es interpretado por Yılmaz Babatürk en la película de 2012 "Fetih 1453".
- Mencionado junto con Mehmet II en la canción  The Fall Of Constantinople  de la banda neofolk H.E.R.R.